# Rhamphochromis longiceps
Rhamphochromis longiceps är en fiskart som först beskrevs av Günther, 1864.  Rhamphochromis longiceps ingår i släktet Rhamphochromis och familjen Cichlidae. IUCN kategoriserar arten globalt som livskraftig. Inga underarter finns listade i Catalogue of Life.